# Houston Rockets 2017-2018
La stagione 2017-2018 degli Houston Rockets è stata la 51ª stagione della franchigia nella NBA.

## Draft
| Giro | Scelta | Giocatore          | Ruolo | Nazionalità | Università/Squadra         |
| ---- | ------ | ------------------ | ----- | ----------- | -------------------------- |
| 2    | 43     | Isaiah Hartenstein | AG/C  | Germania    | Žalgiris Kaunas (Lituania) |

## Roster
| \| Pos. \| Num. \| Naz. \| Nome \| Altezza \| Peso \| Data nascita \| Provenienza \| \| ---- \| ---- \| ---- \| ------------------ \| ------- \| ------ \| ------------ \| ------------------------ \| \| A \| 33 \| \| Anderson, Ryan \| 208 cm \| 109 kg \| 06-05-1988 \| UC Berkeley \| \| A \| 1 \| \| Ariza, Trevor \| 203 cm \| 98 kg \| 30-06-1985 \| UCLA \| \| AG/C \| 28 \| \| Black, Tarik \| 206 cm \| 113 kg \| 22-11-1991 \| Kansas \| \| G \| 26 \| \| Brown, Markel (TW) \| 191 cm \| 84 kg \| 29-01-1992 \| Oklahoma State \| \| C \| 15 \| \| Capela, Clint \| 208 cm \| 109 kg \| 18-05-1994 \| Francia \| \| G \| 10 \| \| Gordon, Eric \| 193 cm \| 98 kg \| 25-12-1988 \| Indiana \| \| G/AP \| 14 \| \| Green, Gerald \| 201 cm \| 93 kg \| 26-01-1986 \| Gulf Shores Academy (TX) \| \| G \| 13 \| \| Harden, James (C) \| 196 cm \| 100 kg \| 26-08-1989 \| Arizona State \| \| G \| 2 \| \| Hunter, R. J. (TW) \| 196 cm \| 84 kg \| 24-10-1993 \| Georgia State \| \| G/AP \| 7 \| \| Johnson, Joe \| 201 cm \| 109 kg \| 29-06-1981 \| Arkansas \| \| A \| 12 \| \| Mbah a Moute, Luc \| 203 cm \| 104 kg \| 09-09-1986 \| UCLA \| \| AG/C \| 42 \| \| Nenê \| 211 cm \| 113 kg \| 13-09-1982 \| Brasile \| \| AG/C \| 21 \| \| Onuaku, Chinanu \| 208 cm \| 111 kg \| 01-11-1996 \| Louisville \| \| P \| 3 \| \| Paul, Chris \| 189 cm \| 79 kg \| 06-05-1985 \| Wake Forest \| \| AP \| 4 \| \| Tucker, P. J. \| 198 cm \| 111 kg \| 05-05-1985 \| Texas \| \| AG/C \| 9 \| \| Zhou Qi \| 216 cm \| 95 kg \| 16-01-1996 \| Cina \| \| P/G \| 55 \| \| Jackson, Aaron \| 191 cm \| 83 kg \| 06-05-1986 \| Duquesne \| | Allenatore - Mike D'Antoni Assistente/i - Jeff Bzdelik - Brett Gunning - Roy Rogers - John Lucas Legenda - (C) Capitano - (FA) Free agent - (S) Sospeso - (TW) Contratto Two-way - (GL) Assegnato a squadra G League affiliata - Infortunato Roster • Transazioni · Ultima transazione: 11 aprile 2018 |                        |                    |         |        |              |                          |
| Pos. | Num. | Naz.                   | Nome               | Altezza | Peso   | Data nascita | Provenienza              |
| A | 33 | Stati Uniti (bandiera) | Anderson, Ryan     | 208 cm  | 109 kg | 06-05-1988   | UC Berkeley              |
| A | 1 | Stati Uniti (bandiera) | Ariza, Trevor      | 203 cm  | 98 kg  | 30-06-1985   | UCLA                     |
| AG/C | 28 | Stati Uniti (bandiera) | Black, Tarik       | 206 cm  | 113 kg | 22-11-1991   | Kansas                   |
| G | 26 | Stati Uniti (bandiera) | Brown, Markel (TW) | 191 cm  | 84 kg  | 29-01-1992   | Oklahoma State           |
| C | 15 | Svizzera (bandiera)    | Capela, Clint      | 208 cm  | 109 kg | 18-05-1994   | Francia                  |
| G | 10 | Stati Uniti (bandiera) | Gordon, Eric       | 193 cm  | 98 kg  | 25-12-1988   | Indiana                  |
| G/AP | 14 | Stati Uniti (bandiera) | Green, Gerald      | 201 cm  | 93 kg  | 26-01-1986   | Gulf Shores Academy (TX) |
| G | 13 | Stati Uniti (bandiera) | Harden, James (C)  | 196 cm  | 100 kg | 26-08-1989   | Arizona State            |
| G | 2 | Stati Uniti (bandiera) | Hunter, R. J. (TW) | 196 cm  | 84 kg  | 24-10-1993   | Georgia State            |
| G/AP | 7 | Stati Uniti (bandiera) | Johnson, Joe       | 201 cm  | 109 kg | 29-06-1981   | Arkansas                 |
| A | 12 | Camerun (bandiera)     | Mbah a Moute, Luc  | 203 cm  | 104 kg | 09-09-1986   | UCLA                     |
| AG/C | 42 | Brasile (bandiera)     | Nenê               | 211 cm  | 113 kg | 13-09-1982   | Brasile                  |
| AG/C | 21 | Stati Uniti (bandiera) | Onuaku, Chinanu    | 208 cm  | 111 kg | 01-11-1996   | Louisville               |
| P | 3 | Stati Uniti (bandiera) | Paul, Chris        | 189 cm  | 79 kg  | 06-05-1985   | Wake Forest              |
| AP | 4 | Stati Uniti (bandiera) | Tucker, P. J.      | 198 cm  | 111 kg | 05-05-1985   | Texas                    |
| AG/C | 9 | Cina (bandiera)        | Zhou Qi            | 216 cm  | 95 kg  | 16-01-1996   | Cina                     |
| P/G | 55 | Stati Uniti (bandiera) | Jackson, Aaron     | 191 cm  | 83 kg  | 06-05-1986   | Duquesne                 |

## Classifiche

### Southwest Division
| Southwest Division      | Southwest Division | Southwest Division | Southwest Division | Southwest Division | Southwest Division | Southwest Division | Southwest Division | Southwest Division |
| Squadra                 | V                  | S                  | V%                 | PR                 | Casa               | Trasf              | Div                | PG                 |
| ----------------------- | ------------------ | ------------------ | ------------------ | ------------------ | ------------------ | ------------------ | ------------------ | ------------------ |
| z – Houston Rockets     | 65                 | 17                 | .793               | 0,0                | 34–7               | 31–10              | 12–4               | 82                 |
| x – N. Orleans Pelicans | 48                 | 34                 | .585               | 17,0               | 24–17              | 24–17              | 9–7                | 82                 |
| x – San Antonio Spurs   | 47                 | 35                 | .573               | 18,0               | 33–8               | 14–27              | 9–7                | 82                 |
| Dallas Mavericks        | 24                 | 58                 | .293               | 41,0               | 15–26              | 9–32               | 5–11               | 82                 |
| Memphis Grizzlies       | 22                 | 60                 | .268               | 43,0               | 16–25              | 6–35               | 5–11               | 82                 |

### Western Conference
| Western Conference | Western Conference        | Western Conference | Western Conference | Western Conference | Western Conference | Western Conference |
| #                  | Squadra                   | V                  | S                  | V%                 | PR                 | PG                 |
| ------------------ | ------------------------- | ------------------ | ------------------ | ------------------ | ------------------ | ------------------ |
| 1                  | z – Houston Rockets *     | 65                 | 17                 | .793               | –                  | 82                 |
| 2                  | y – Golden St. Warriors * | 58                 | 24                 | .707               | 7,0                | 82                 |
| 3                  | y – Portland T. Blazers * | 49                 | 33                 | .598               | 16,0               | 82                 |
| 4                  | x – Oklahoma Thunder      | 48                 | 34                 | .585               | 17,0               | 82                 |
| 5                  | x – Utah Jazz             | 48                 | 34                 | .585               | 17,0               | 82                 |
| 6                  | x – N. Orleans Pelicans   | 48                 | 34                 | .585               | 17,0               | 82                 |
| 7                  | x – San Antonio Spurs     | 47                 | 35                 | .573               | 18,0               | 82                 |
| 8                  | x – Minnesota T'wolves    | 47                 | 35                 | .573               | 18,0               | 82                 |
|                    |                           |                    |                    |                    |                    |                    |
| 9                  | Denver Nuggets            | 46                 | 36                 | .561               | 19,0               | 82                 |
| 10                 | L.A. Clippers             | 42                 | 40                 | .512               | 23,0               | 82                 |
| 11                 | L.A. Lakers               | 35                 | 47                 | .427               | 30,0               | 82                 |
| 12                 | Sacramento Kings          | 27                 | 55                 | .329               | 38,0               | 82                 |
| 13                 | Dallas Mavericks          | 24                 | 58                 | .293               | 41,0               | 82                 |
| 14                 | Memphis Grizzlies         | 22                 | 60                 | .268               | 43,0               | 82                 |
| 15                 | Phoenix Suns              | 21                 | 61                 | .256               | 44,0               | 82                 |

## Calendario e risultati

### Preseason
| Preseason 2017                                    | Preseason 2017                                    | Preseason 2017                                    | Preseason 2017                                    | Preseason 2017                                    | Preseason 2017                                    | Preseason 2017                                    | Preseason 2017                                    | Preseason 2017                                    |
| Record preseason: 4–1 (Casa: 1–1; Trasferta: 3–0) | Record preseason: 4–1 (Casa: 1–1; Trasferta: 3–0) | Record preseason: 4–1 (Casa: 1–1; Trasferta: 3–0) | Record preseason: 4–1 (Casa: 1–1; Trasferta: 3–0) | Record preseason: 4–1 (Casa: 1–1; Trasferta: 3–0) | Record preseason: 4–1 (Casa: 1–1; Trasferta: 3–0) | Record preseason: 4–1 (Casa: 1–1; Trasferta: 3–0) | Record preseason: 4–1 (Casa: 1–1; Trasferta: 3–0) | Record preseason: 4–1 (Casa: 1–1; Trasferta: 3–0) |
| Partita                                           | Data                                              | Avversario                                        | Punteggio                                         | Più punti                                         | Più rimbalzi                                      | Più assist                                        | Spettatori                                        | Record                                            |
| ------------------------------------------------- | ------------------------------------------------- | ------------------------------------------------- | ------------------------------------------------- | ------------------------------------------------- | ------------------------------------------------- | ------------------------------------------------- | ------------------------------------------------- | ------------------------------------------------- |
| 1                                                 | 3 ottobre                                         | @ Oklahoma Thunder                                | V 104–97                                          | Eric Gordon (21)                                  | Mbah a Moute, Tucker (7)                          | James Harden (10)                                 | BOK Center 17.733                                 | 1–0                                               |
| 2                                                 | 5 ottobre                                         | Shanghai Sharks                                   | V 144–82                                          | Trevor Ariza (18)                                 | Clint Capela (11)                                 | Chris Paul (12)                                   | Toyota Center 16.012                              | 2–0                                               |
| 3                                                 | 9 ottobre                                         | @ N.Y. Knicks                                     | V 117–95                                          | James Harden (36)                                 | Capela, Harden (9)                                | James Harden (11)                                 | Madison Square Garden N/A                         | 3–0                                               |
| 4                                                 | 11 ottobre                                        | @ Memphis Grizzlies                               | V 101–89                                          | James Harden (18)                                 | Capela, Tucker (9)                                | James Harden (9)                                  | FedExForum 13.212                                 | 4–0                                               |
| 5                                                 | 13 ottobre                                        | San Antonio Spurs                                 | S 97–106                                          | Eric Gordon (27)                                  | Clint Capela (12)                                 | James Harden (11)                                 | Toyota Center 17.445                              | 4–1                                               |

### Regular season

#### Ottobre
| Ottobre 2017                                  | Ottobre 2017                                  | Ottobre 2017                                  | Ottobre 2017                                  | Ottobre 2017                                  | Ottobre 2017                                  | Ottobre 2017                                  | Ottobre 2017                                  | Ottobre 2017                                  |
| Record mese : 5–3 (Casa: 1–2; Trasferta: 4–1) | Record mese : 5–3 (Casa: 1–2; Trasferta: 4–1) | Record mese : 5–3 (Casa: 1–2; Trasferta: 4–1) | Record mese : 5–3 (Casa: 1–2; Trasferta: 4–1) | Record mese : 5–3 (Casa: 1–2; Trasferta: 4–1) | Record mese : 5–3 (Casa: 1–2; Trasferta: 4–1) | Record mese : 5–3 (Casa: 1–2; Trasferta: 4–1) | Record mese : 5–3 (Casa: 1–2; Trasferta: 4–1) | Record mese : 5–3 (Casa: 1–2; Trasferta: 4–1) |
| Partita                                       | Data                                          | Avversario                                    | Punteggio                                     | Più punti                                     | Più rimbalzi                                  | Più assist                                    | Spettatori                                    | Record                                        |
| --------------------------------------------- | --------------------------------------------- | --------------------------------------------- | --------------------------------------------- | --------------------------------------------- | --------------------------------------------- | --------------------------------------------- | --------------------------------------------- | --------------------------------------------- |
| 1                                             | 17 ottobre                                    | @ G.S. Warriors                               | V 122–121                                     | James Harden (27)                             | Anderson, Paul (8)                            | Chris Paul (11)                               | Oracle Arena 19.596                           | 1–0                                           |
| 2                                             | 18 ottobre                                    | @ Sacramento Kings                            | V 105–100                                     | James Harden (27)                             | Clint Capela (17)                             | James Harden (9)                              | Golden 1 Center 17.583                        | 2–0                                           |
| 3                                             | 21 ottobre                                    | Dallas Mavericks                              | V 107–91                                      | James Harden (29)                             | Anderson, Capela (10)                         | James Harden (7)                              | Toyota Center 18.055                          | 3–0                                           |
| 4                                             | 23 ottobre                                    | Memphis Grizzlies                             | S 90–98                                       | Eric Gordon (27)                              | P.J. Tucker (8)                               | James Harden (8)                              | Toyota Center 17.129                          | 3–1                                           |
| 5                                             | 25 ottobre                                    | @ Philadelphia 76ers                          | V 105–104                                     | Eric Gordon (29)                              | Clint Capela (20)                             | James Harden (13)                             | Wells Fargo Center 20.682                     | 4–1                                           |
| 6                                             | 27 ottobre                                    | @ Charlotte Hornets                           | V 109–93                                      | James Harden (27)                             | James Harden (10)                             | James Harden (11)                             | Spectrum Center 17.339                        | 5–1                                           |
| 7                                             | 28 ottobre                                    | @ Memphis Grizzlies                           | S 89–103                                      | Ryan Anderson (22)                            | Clint Capela (12)                             | James Harden (8)                              | FedExForum 17.033                             | 5–2                                           |
| 8                                             | 30 ottobre                                    | Philadelphia 76ers                            | S 107–115                                     | James Harden (29)                             | Clint Capela (15)                             | James Harden (7)                              | Toyota Center 16.714                          | 5–3                                           |

#### Novembre
| Novembre 2017                                 | Novembre 2017                                 | Novembre 2017                                 | Novembre 2017                                 | Novembre 2017                                 | Novembre 2017                                 | Novembre 2017                                 | Novembre 2017                                 | Novembre 2017                                 |
| Record mese: 12–1 (Casa: 7–1; Trasferta: 5–0) | Record mese: 12–1 (Casa: 7–1; Trasferta: 5–0) | Record mese: 12–1 (Casa: 7–1; Trasferta: 5–0) | Record mese: 12–1 (Casa: 7–1; Trasferta: 5–0) | Record mese: 12–1 (Casa: 7–1; Trasferta: 5–0) | Record mese: 12–1 (Casa: 7–1; Trasferta: 5–0) | Record mese: 12–1 (Casa: 7–1; Trasferta: 5–0) | Record mese: 12–1 (Casa: 7–1; Trasferta: 5–0) | Record mese: 12–1 (Casa: 7–1; Trasferta: 5–0) |
| Partita                                       | Data                                          | Avversario                                    | Punteggio                                     | Più punti                                     | Più rimbalzi                                  | Più assist                                    | Spettatori                                    | Record                                        |
| --------------------------------------------- | --------------------------------------------- | --------------------------------------------- | --------------------------------------------- | --------------------------------------------- | --------------------------------------------- | --------------------------------------------- | --------------------------------------------- | --------------------------------------------- |
| 9                                             | 1 novembre                                    | @ N.Y. Knicks                                 | V 119–97                                      | James Harden (31)                             | Clint Capela (13)                             | James Harden (9)                              | Madison Square Garden 18.320                  | 6–3                                           |
| 10                                            | 3 novembre                                    | @ Atlanta Hawks                               | V 119–104                                     | James Harden (29)                             | Ryan Anderson (8)                             | James Harden (11)                             | Philips Arena 14,087                          | 7–3                                           |
| 11                                            | 5 novembre                                    | Utah Jazz                                     | V 137–110                                     | James Harden (56)                             | P.J. Tucker (9)                               | James Harden (13)                             | Toyota Center 16.914                          | 8–3                                           |
| 12                                            | 9 novembre                                    | Cleveland Cavaliers                           | V 117–113                                     | James Harden (35)                             | Clint Capela (13)                             | James Harden (13)                             | Toyota Center 18.055                          | 9–3                                           |
| 13                                            | 11 novembre                                   | Memphis Grizzlies                             | V 111–96                                      | James Harden (38)                             | Clint Capela (14)                             | James Harden (8)                              | Toyota Center 18.055                          | 10–3                                          |
| 14                                            | 12 novembre                                   | @ Indiana Pacers                              | V 118–95                                      | James Harden (26)                             | Clint Capela (17)                             | James Harden (15)                             | Bankers Life Fieldhouse 15.581                | 11–3                                          |
| 15                                            | 14 novembre                                   | Toronto Raptors                               | S 113–129                                     | James Harden (38)                             | Clint Capela (11)                             | James Harden (11)                             | Toyota Center 18.055                          | 11–4                                          |
| 16                                            | 16 novembre                                   | @ Phoenix Suns                                | V 142–116                                     | James Harden (48)                             | Clint Capela (10)                             | Chris Paul (10)                               | Talking Stick Resort Arena 16.875             | 12–4                                          |
| 17                                            | 18 novembre                                   | @ Memphis Grizzlies                           | V 105–83                                      | James Harden (29)                             | Clint Capela (13)                             | James Harden (7)                              | FedExForum 17.266                             | 13–4                                          |
| 18                                            | 22 novembre                                   | Denver Nuggets                                | V 125–95                                      | Trevor Ariza (25)                             | P.J. Tucker (11)                              | Chris Paul (12)                               | Toyota Center 18.055                          | 14–4                                          |
| 19                                            | 25 novembre                                   | N.Y. Knicks                                   | V 117–102                                     | James Harden (37)                             | Clint Capela (15)                             | Chris Paul (13)                               | Toyota Center 18.055                          | 15–4                                          |
| 20                                            | 27 novembre                                   | Brooklyn Nets                                 | V 117–103                                     | James Harden (37)                             | James Harden (10)                             | Chris Paul (14)                               | Toyota Center 16.189                          | 16–4                                          |
| 21                                            | 29 novembre                                   | Indiana Pacers                                | V 118–97                                      | James Harden (29)                             | Clint Capela (13)                             | James Harden (10)                             | Toyota Center 16.760                          | 17–4                                          |

#### Dicembre
| Dicembre 2017                                | Dicembre 2017                                | Dicembre 2017                                | Dicembre 2017                                | Dicembre 2017                                | Dicembre 2017                                | Dicembre 2017                                | Dicembre 2017                                | Dicembre 2017                                |
| Record mese: 9–5 (Casa: 6–2; Trasferta: 3–3) | Record mese: 9–5 (Casa: 6–2; Trasferta: 3–3) | Record mese: 9–5 (Casa: 6–2; Trasferta: 3–3) | Record mese: 9–5 (Casa: 6–2; Trasferta: 3–3) | Record mese: 9–5 (Casa: 6–2; Trasferta: 3–3) | Record mese: 9–5 (Casa: 6–2; Trasferta: 3–3) | Record mese: 9–5 (Casa: 6–2; Trasferta: 3–3) | Record mese: 9–5 (Casa: 6–2; Trasferta: 3–3) | Record mese: 9–5 (Casa: 6–2; Trasferta: 3–3) |
| Partita                                      | Data                                         | Avversario                                   | Punteggio                                    | Più punti                                    | Più rimbalzi                                 | Più assist                                   | Spettatori                                   | Record                                       |
| -------------------------------------------- | -------------------------------------------- | -------------------------------------------- | -------------------------------------------- | -------------------------------------------- | -------------------------------------------- | -------------------------------------------- | -------------------------------------------- | -------------------------------------------- |
| 22                                           | 3 dicembre                                   | @ L.A. Lakers                                | V 118–95                                     | James Harden (36)                            | Clint Capela (13)                            | James Harden (9)                             | Staples Center 18.997                        | 18–4                                         |
| 23                                           | 7 dicembre                                   | @ Utah Jazz                                  | V 112–101                                    | James Harden (29)                            | Chris Paul (9)                               | Chris Paul (13)                              | Vivint Smart Home Arena 18.306               | 19–4                                         |
| 24                                           | 9 dicembre                                   | @ Portland T. Blazers                        | V 124–117                                    | James Harden (48)                            | Clint Capela (10)                            | Chris Paul (7)                               | Moda Center 19.503                           | 20–4                                         |
| 25                                           | 11 dicembre                                  | N.O. Pelicans                                | V 130–123                                    | Clint Capela (28)                            | Chris Paul (9)                               | James Harden (17)                            | Toyota Center 18.055                         | 21–4                                         |
| 26                                           | 13 dicembre                                  | Charlotte Hornets                            | V 108–96                                     | Chris Paul (31)                              | Clint Capela (11)                            | Chris Paul (11)                              | Toyota Center 16.509                         | 22–4                                         |
| 27                                           | 15 dicembre                                  | San Antonio Spurs                            | V 124–109                                    | Harden, Paul (28)                            | Anderson, Capela (10)                        | Chris Paul (8)                               | Toyota Center 18.055                         | 23–4                                         |
| 28                                           | 16 dicembre                                  | Milwaukee Bucks                              | V 115–111                                    | James Harden (31)                            | P.J. Tucker (10)                             | Chris Paul (6)                               | Toyota Center 18.055                         | 24–4                                         |
| 29                                           | 18 dicembre                                  | Utah Jazz                                    | V 120–99                                     | Eric Gordon (33)                             | Clint Capela (20)                            | Chris Paul (6)                               | Toyota Center 18.055                         | 25–4                                         |
| 30                                           | 20 dicembre                                  | L.A. Lakers                                  | S 116–122                                    | James Harden (51)                            | Trevor Ariza (11)                            | James Harden (9)                             | Toyota Center 18.055                         | 25–5                                         |
| 31                                           | 22 dicembre                                  | L.A. Clippers                                | S 118–128                                    | James Harden (51)                            | Anderson, Tucker (10)                        | James Harden (8)                             | Toyota Center 18.055                         | 25–6                                         |
| 32                                           | 25 dicembre                                  | @ Oklahoma Thunder                           | S 107–112                                    | James Harden (29)                            | Clint Capela (10)                            | James Harden (14)                            | Chesapeake Energy Arena 18.203               | 25–7                                         |
| 33                                           | 28 dicembre                                  | @ Boston Celtics                             | S 98–99                                      | James Harden (34)                            | P.J. Tucker (10)                             | James Harden (9)                             | TD Garden 18.624                             | 25–8                                         |
| 34                                           | 29 dicembre                                  | @ Wash. Wizards                              | S 103–121                                    | James Harden (20)                            | Ryan Anderson (12)                           | Chris Paul (6)                               | Capital One Arena 20.356                     | 25–9                                         |
| 35                                           | 31 dicembre                                  | L.A. Lakers                                  | V 148–142 (2OT)                              | James Harden (40)                            | Tarik Black (9)                              | James Harden (11)                            | Toyota Center 18.179                         | 26–9                                         |

#### Gennaio
| Gennaio 2018                                  | Gennaio 2018                                  | Gennaio 2018                                  | Gennaio 2018                                  | Gennaio 2018                                  | Gennaio 2018                                  | Gennaio 2018                                  | Gennaio 2018                                  | Gennaio 2018                                  |
| Record mese: 10–4 (Casa: 6–1; Trasferta: 4–3) | Record mese: 10–4 (Casa: 6–1; Trasferta: 4–3) | Record mese: 10–4 (Casa: 6–1; Trasferta: 4–3) | Record mese: 10–4 (Casa: 6–1; Trasferta: 4–3) | Record mese: 10–4 (Casa: 6–1; Trasferta: 4–3) | Record mese: 10–4 (Casa: 6–1; Trasferta: 4–3) | Record mese: 10–4 (Casa: 6–1; Trasferta: 4–3) | Record mese: 10–4 (Casa: 6–1; Trasferta: 4–3) | Record mese: 10–4 (Casa: 6–1; Trasferta: 4–3) |
| Partita                                       | Data                                          | Avversario                                    | Punteggio                                     | Più punti                                     | Più rimbalzi                                  | Più assist                                    | Spettatori                                    | Record                                        |
| --------------------------------------------- | --------------------------------------------- | --------------------------------------------- | --------------------------------------------- | --------------------------------------------- | --------------------------------------------- | --------------------------------------------- | --------------------------------------------- | --------------------------------------------- |
| 36                                            | 3 gennaio                                     | @ Orlando Magic                               | V 116–98                                      | Gerald Green (27)                             | Clint Capela (8)                              | Chris Paul (13)                               | Amway Center 18.588                           | 27–9                                          |
| 37                                            | 4 gennaio                                     | G.S. Warriors                                 | S 114–124                                     | Eric Gordon (30)                              | Clint Capela (10)                             | Chris Paul (9)                                | Toyota Center 18.055                          | 27–10                                         |
| 38                                            | 6 gennaio                                     | @ Detroit Pistons                             | S 101–108                                     | Chris Paul (16)                               | Clint Capela (11)                             | Chris Paul (13)                               | Little Caesars Arena 18.046                   | 27–11                                         |
| 39                                            | 8 gennaio                                     | @ Chicago Bulls                               | V 116–107                                     | Gordon, Paul (24)                             | Clint Capela (16)                             | Gordon, Paul (9)                              | United Center 17.462                          | 28–11                                         |
| 40                                            | 10 gennaio                                    | Portland T. Blazers                           | V 121–112                                     | Chris Paul (37)                               | Clint Capela (9)                              | Chris Paul (11)                               | Toyota Center 18.055                          | 29–11                                         |
| 41                                            | 12 gennaio                                    | @ Phoenix Suns                                | V 112–95                                      | Chris Paul (25)                               | Clint Capela (16)                             | Chris Paul (6)                                | Talking Stick Resort Arena 18.055             | 30–11                                         |
| 42                                            | 15 gennaio                                    | @ L.A. Clippers                               | S 102–113                                     | Gordon, Paul (19)                             | Capela, Tucker (7)                            | Chris Paul (7)                                | Staples Center 17.622                         | 30–12                                         |
| 43                                            | 18 gennaio                                    | Minnesota T'wolves                            | V 116–98                                      | Eric Gordon (30)                              | P.J. Tucker (9)                               | Chris Paul (9)                                | Toyota Center 18.055                          | 31–12                                         |
| 44                                            | 20 gennaio                                    | G.S. Warriors                                 | V 116–108                                     | Chris Paul (33)                               | Ryan Anderson (13)                            | James Harden (8)                              | Toyota Center 18.055                          | 32–12                                         |
| 45                                            | 22 gennaio                                    | Miami Heat                                    | V 99–90                                       | James Harden (28)                             | Clint Capela (8)                              | Chris Paul (6)                                | Toyota Center 18.055                          | 33–12                                         |
| 46                                            | 24 gennaio                                    | @ Dallas Mavericks                            | V 104–97                                      | James Harden (25)                             | Clint Capela (13)                             | James Harden (13)                             | American Airlines Center 19.378               | 34–12                                         |
| 47                                            | 26 gennaio                                    | @ N.O. Pelicans                               | S 113–115                                     | Chris Paul (38)                               | Clint Capela (10)                             | James Harden (11)                             | Smoothie King Center 17.186                   | 34–13                                         |
| 48                                            | 28 gennaio                                    | Phoenix Suns                                  | V 113–102                                     | James Harden (27)                             | Clint Capela (11)                             | James Harden (8)                              | Toyota Center 18.055                          | 35–13                                         |
| 49                                            | 30 gennaio                                    | Orlando Magic                                 | V 114–107                                     | James Harden (60)                             | Clint Capela (13)                             | James Harden (11)                             | Toyota Center 18.055                          | 36–13                                         |

#### Febbraio
| Febbraio 2018                                 | Febbraio 2018                                 | Febbraio 2018                                 | Febbraio 2018                                 | Febbraio 2018                                 | Febbraio 2018                                 | Febbraio 2018                                 | Febbraio 2018                                 | Febbraio 2018                                 |
| Record mese: 12–0 (Casa: 4–0; Trasferta: 8–0) | Record mese: 12–0 (Casa: 4–0; Trasferta: 8–0) | Record mese: 12–0 (Casa: 4–0; Trasferta: 8–0) | Record mese: 12–0 (Casa: 4–0; Trasferta: 8–0) | Record mese: 12–0 (Casa: 4–0; Trasferta: 8–0) | Record mese: 12–0 (Casa: 4–0; Trasferta: 8–0) | Record mese: 12–0 (Casa: 4–0; Trasferta: 8–0) | Record mese: 12–0 (Casa: 4–0; Trasferta: 8–0) | Record mese: 12–0 (Casa: 4–0; Trasferta: 8–0) |
| Partita                                       | Data                                          | Avversario                                    | Punteggio                                     | Più punti                                     | Più rimbalzi                                  | Più assist                                    | Spettatori                                    | Record                                        |
| --------------------------------------------- | --------------------------------------------- | --------------------------------------------- | --------------------------------------------- | --------------------------------------------- | --------------------------------------------- | --------------------------------------------- | --------------------------------------------- | --------------------------------------------- |
| 50                                            | 1 febbraio                                    | @ San Antonio Spurs                           | V 102–91                                      | James Harden (28)                             | Clint Capela (13)                             | James Harden (11)                             | AT&T Center 18.418                            | 37–13                                         |
| 51                                            | 3 febbraio                                    | @ Cleveland Cavaliers                         | V 120–88                                      | Chris Paul (22)                               | Capela, Tucker (9)                            | Chris Paul (11)                               | Quicken Loans Arena 20.562                    | 38–13                                         |
| 52                                            | 6 febbraio                                    | @ Brooklyn Nets                               | V 123–113                                     | James Harden (36)                             | Clint Capela (11)                             | Harden, Paul (5)                              | Barclays Center 15.064                        | 39–13                                         |
| 53                                            | 7 febbraio                                    | @ Miami Heat                                  | V 109–101                                     | James Harden (41)                             | Clint Capela (8)                              | Chris Paul (7)                                | American Airlines Arena 19.600                | 40–13                                         |
| 54                                            | 9 febbraio                                    | Denver Nuggets                                | V 130–104                                     | James Harden (28)                             | Clint Capela (25)                             | James Harden (11)                             | Toyota Center 18.055                          | 41–13                                         |
| 55                                            | 11 febbraio                                   | Dallas Mavericks                              | V 104–97                                      | James Harden (27)                             | Clint Capela (11)                             | Chris Paul (9)                                | Toyota Center 18.055                          | 42–13                                         |
| 56                                            | 13 febbraio                                   | @ Minnesota T'wolves                          | V 126–108                                     | James Harden (34)                             | Clint Capela (12)                             | James Harden (13)                             | Target Center 18.978                          | 43–13                                         |
| 57                                            | 14 febbraio                                   | Sacramento Kings                              | V 100–91                                      | James Harden (29)                             | Clint Capela (11)                             | James Harden (9)                              | Toyota Center 18.055                          | 44–13                                         |
| Pausa All-Star Weekend                        |                                               |                                               |                                               |                                               |                                               |                                               |                                               |                                               |
| 58                                            | 23 febbraio                                   | Minnesota T'wolves                            | V 120–102                                     | James Harden (31)                             | Clint Capela (11)                             | James Harden (9)                              | Toyota Center 18.055                          | 45–13                                         |
| 59                                            | 25 febbraio                                   | @ Denver Nuggets                              | V 119–114                                     | James Harden (41)                             | James Harden (8)                              | James Harden (7)                              | Pepsi Center 20.044                           | 46–13                                         |
| 60                                            | 26 febbraio                                   | @ Utah Jazz                                   | V 96–85                                       | James Harden (26)                             | James Harden (11)                             | Chris Paul (7)                                | Vivint Smart Home Arena 18.306                | 47–13                                         |
| 61                                            | 28 febbraio                                   | @ L.A. Clippers                               | V 105–92                                      | James Harden (25)                             | Clint Capela (14)                             | Chris Paul (8)                                | Staples Center 19.068                         | 48–13                                         |

#### Marzo
| Marzo 2018                                    | Marzo 2018                                    | Marzo 2018                                    | Marzo 2018                                    | Marzo 2018                                    | Marzo 2018                                    | Marzo 2018                                    | Marzo 2018                                    | Marzo 2018                                    |
| Record mese: 14–1 (Casa: 8–0; Trasferta: 6–1) | Record mese: 14–1 (Casa: 8–0; Trasferta: 6–1) | Record mese: 14–1 (Casa: 8–0; Trasferta: 6–1) | Record mese: 14–1 (Casa: 8–0; Trasferta: 6–1) | Record mese: 14–1 (Casa: 8–0; Trasferta: 6–1) | Record mese: 14–1 (Casa: 8–0; Trasferta: 6–1) | Record mese: 14–1 (Casa: 8–0; Trasferta: 6–1) | Record mese: 14–1 (Casa: 8–0; Trasferta: 6–1) | Record mese: 14–1 (Casa: 8–0; Trasferta: 6–1) |
| Partita                                       | Data                                          | Avversario                                    | Punteggio                                     | Più punti                                     | Più rimbalzi                                  | Più assist                                    | Spettatori                                    | Record                                        |
| --------------------------------------------- | --------------------------------------------- | --------------------------------------------- | --------------------------------------------- | --------------------------------------------- | --------------------------------------------- | --------------------------------------------- | --------------------------------------------- | --------------------------------------------- |
| 62                                            | 3 marzo                                       | Boston Celtics                                | V 123–120                                     | Eric Gordon (29)                              | Clint Capela (17)                             | James Harden (10)                             | Toyota Center 18.476                          | 49–13                                         |
| 63                                            | 6 marzo                                       | @ Oklahoma Thunder                            | V 122–112                                     | Chris Paul (25)                               | James Harden (11)                             | P.J. Tucker (6)                               | Chesapeake Energy Arena 18.203                | 50–13                                         |
| 64                                            | 7 marzo                                       | @ Milwaukee Bucks                             | V 110–99                                      | James Harden (26)                             | Clint Capela (8)                              | Chris Paul (11)                               | BMO Harris Bradley Center 17.195              | 51–13                                         |
| 65                                            | 9 marzo                                       | @ Toronto Raptors                             | S 105–108                                     | James Harden (40)                             | Clint Capela (13)                             | James Harden (4)                              | Air Canada Centre 20.131                      | 51–14                                         |
| 66                                            | 11 marzo                                      | @ Dallas Mavericks                            | V 105–82                                      | Eric Gordon (26)                              | Tarik Black (9)                               | Chris Paul (12)                               | American Airlines Center 20.394               | 52–14                                         |
| 67                                            | 12 marzo                                      | San Antonio Spurs                             | V 109–93                                      | James Harden (28)                             | Capela, Green (9)                             | Chris Paul (9)                                | Toyota Center 18.092                          | 53–14                                         |
| 68                                            | 15 marzo                                      | L.A. Clippers                                 | V 101–96                                      | James Harden (40)                             | Clint Capela (13)                             | James Harden (4)                              | Toyota Center 18.055                          | 54–14                                         |
| 69                                            | 17 marzo                                      | @ N.O. Pelicans                               | V 107–101                                     | James Harden (32)                             | Harden, Capela (11)                           | James Harden (7)                              | Smoothie King Center 18.495                   | 55–14                                         |
| 70                                            | 18 marzo                                      | @ Minnesota T'wolves                          | V 129–120                                     | James Harden (34)                             | Clint Capela (12)                             | James Harden (12)                             | Target Center 18.978                          | 56–14                                         |
| 71                                            | 20 marzo                                      | @ Portland T. Blazers                         | V 115–111                                     | James Harden (42)                             | Chris Paul (8)                                | James Harden (7)                              | Moda Center 20.012                            | 57–14                                         |
| 72                                            | 22 marzo                                      | Detroit Pistons                               | V 100–96 (OT)                                 | Eric Gordon (22)                              | Clint Capela (14)                             | Harden, Gordon (5)                            | Toyota Center 18.055                          | 58–14                                         |
| 73                                            | 24 marzo                                      | N.O. Pelicans                                 | V 114–91                                      | James Harden (27)                             | Clint Capela (16)                             | James Harden (8)                              | Toyota Center 18.055                          | 59–14                                         |
| 74                                            | 25 marzo                                      | Atlanta Hawks                                 | V 118–99                                      | Gerald Green (25)                             | James Harden (10)                             | James Harden (15)                             | Toyota Center 18.055                          | 60–14                                         |
| 75                                            | 27 marzo                                      | Chicago Bulls                                 | V 118–86                                      | Eric Gordon (31)                              | P.J. Tucker (8)                               | Chris Paul (10)                               | Toyota Center 18.055                          | 61–14                                         |
| 76                                            | 30 marzo                                      | Phoenix Suns                                  | V 104–103                                     | James Harden (28)                             | Capela, Harden (8)                            | James Harden (10)                             | Toyota Center 18.055                          | 62–14                                         |

#### Aprile
| aprile 2018                                  | aprile 2018                                  | aprile 2018                                  | aprile 2018                                  | aprile 2018                                  | aprile 2018                                  | aprile 2018                                  | aprile 2018                                  | aprile 2018                                  |
| Record mese: 3–3 (Casa: 2–1; Trasferta: 1–2) | Record mese: 3–3 (Casa: 2–1; Trasferta: 1–2) | Record mese: 3–3 (Casa: 2–1; Trasferta: 1–2) | Record mese: 3–3 (Casa: 2–1; Trasferta: 1–2) | Record mese: 3–3 (Casa: 2–1; Trasferta: 1–2) | Record mese: 3–3 (Casa: 2–1; Trasferta: 1–2) | Record mese: 3–3 (Casa: 2–1; Trasferta: 1–2) | Record mese: 3–3 (Casa: 2–1; Trasferta: 1–2) | Record mese: 3–3 (Casa: 2–1; Trasferta: 1–2) |
| Partita                                      | Data                                         | Avversario                                   | Punteggio                                    | Più punti                                    | Più rimbalzi                                 | Più assist                                   | Spettatori                                   | Record                                       |
| -------------------------------------------- | -------------------------------------------- | -------------------------------------------- | -------------------------------------------- | -------------------------------------------- | -------------------------------------------- | -------------------------------------------- | -------------------------------------------- | -------------------------------------------- |
| 77                                           | 1 aprile                                     | @ San Antonio Spurs                          | S 83–100                                     | James Harden (25)                            | Clint Capela (10)                            | James Harden (8)                             | AT&T Center 18.418                           | 62–15                                        |
| 78                                           | 3 aprile                                     | Wash. Wizards                                | V 120–104                                    | James Harden (38)                            | Capela, Harden (10)                          | James Harden (9)                             | Toyota Center 18.055                         | 63–15                                        |
| 79                                           | 5 aprile                                     | Portland T. Blazers                          | V 96–94                                      | Chris Paul (27)                              | Clint Capela (10)                            | James Harden (7)                             | Toyota Center 18.055                         | 64–15                                        |
| 80                                           | 7 aprile                                     | Oklahoma Thunder                             | S 102–108                                    | James Harden (26)                            | P.J. Tucker (10)                             | Harden, Paul (9)                             | Toyota Center 18.055                         | 64–16                                        |
| 81                                           | 10 aprile                                    | @ L.A. Lakers                                | V 105–99                                     | Chris Paul (22)                              | Clint Capela (12)                            | James Harden (10)                            | Staples Center 18.997                        | 65–16                                        |
| 82                                           | 11 aprile                                    | @ Sacramento Kings                           | S 83–96                                      | Gerald Green (31)                            | Tarik Black (11)                             | Joe Johnson (5)                              | Golden 1 Center 17.583                       | 65–17                                        |

### Playoff

#### Primo turno

##### (1) Houston Rockets – (8) Minnesota Timberwolves
| Playoffs 2018                                | Playoffs 2018                                | Playoffs 2018                                | Playoffs 2018                                | Playoffs 2018                                | Playoffs 2018                                | Playoffs 2018                                | Playoffs 2018                                | Playoffs 2018                                |
| Primo turno: 4–1 (Casa: 3–0; Trasferta: 1–1) | Primo turno: 4–1 (Casa: 3–0; Trasferta: 1–1) | Primo turno: 4–1 (Casa: 3–0; Trasferta: 1–1) | Primo turno: 4–1 (Casa: 3–0; Trasferta: 1–1) | Primo turno: 4–1 (Casa: 3–0; Trasferta: 1–1) | Primo turno: 4–1 (Casa: 3–0; Trasferta: 1–1) | Primo turno: 4–1 (Casa: 3–0; Trasferta: 1–1) | Primo turno: 4–1 (Casa: 3–0; Trasferta: 1–1) | Primo turno: 4–1 (Casa: 3–0; Trasferta: 1–1) |
| Partita                                      | Data                                         | Avversario                                   | Punteggio                                    | Più punti                                    | Più rimbalzi                                 | Più assist                                   | Spettatori                                   | Serie                                        |
| -------------------------------------------- | -------------------------------------------- | -------------------------------------------- | -------------------------------------------- | -------------------------------------------- | -------------------------------------------- | -------------------------------------------- | -------------------------------------------- | -------------------------------------------- |
| 1                                            | 15 aprile                                    | Minnesota T'wolves                           | V 104–101                                    | James Harden (44)                            | Clint Capela (12)                            | James Harden (8)                             | Toyota Center 18.055                         | 1–0                                          |
| 2                                            | 18 aprile                                    | Minnesota T'wolves                           | V 102–82                                     | Chris Paul (27)                              | Clint Capela (16)                            | Chris Paul (8)                               | Toyota Center 18.055                         | 2–0                                          |
| 3                                            | 21 aprile                                    | @ Minnesota T'wolves                         | S 105–121                                    | James Harden (29)                            | Clint Capela (11)                            | James Harden (7)                             | Target Center 18.978                         | 2–1                                          |
| 4                                            | 23 aprile                                    | @ Minnesota T'wolves                         | V 119–100                                    | James Harden (36)                            | Clint Capela (17)                            | Chris Paul (6)                               | Target Center 18.978                         | 3–1                                          |
| 5                                            | 25 aprile                                    | Minnesota T'wolves                           | V 122–104                                    | Clint Capela (26)                            | Clint Capela (15)                            | James Harden (12)                            | Toyota Center 18.055                         | 4–1                                          |

#### Semifinali di conference

##### (1) Houston Rockets – (5) Utah Jazz
| Playoffs 2018                                             | Playoffs 2018                                             | Playoffs 2018                                             | Playoffs 2018                                             | Playoffs 2018                                             | Playoffs 2018                                             | Playoffs 2018                                             | Playoffs 2018                                             | Playoffs 2018                                             |
| Semifinali di conference: 4–1 (Casa: 2–1; Trasferta: 2–0) | Semifinali di conference: 4–1 (Casa: 2–1; Trasferta: 2–0) | Semifinali di conference: 4–1 (Casa: 2–1; Trasferta: 2–0) | Semifinali di conference: 4–1 (Casa: 2–1; Trasferta: 2–0) | Semifinali di conference: 4–1 (Casa: 2–1; Trasferta: 2–0) | Semifinali di conference: 4–1 (Casa: 2–1; Trasferta: 2–0) | Semifinali di conference: 4–1 (Casa: 2–1; Trasferta: 2–0) | Semifinali di conference: 4–1 (Casa: 2–1; Trasferta: 2–0) | Semifinali di conference: 4–1 (Casa: 2–1; Trasferta: 2–0) |
| Partita                                                   | Data                                                      | Avversario                                                | Punteggio                                                 | Più punti                                                 | Più rimbalzi                                              | Più assist                                                | Spettatori                                                | Serie                                                     |
| --------------------------------------------------------- | --------------------------------------------------------- | --------------------------------------------------------- | --------------------------------------------------------- | --------------------------------------------------------- | --------------------------------------------------------- | --------------------------------------------------------- | --------------------------------------------------------- | --------------------------------------------------------- |
| 1                                                         | 29 aprile                                                 | Utah Jazz                                                 | V 110–96                                                  | James Harden (41)                                         | Clint Capela (12)                                         | James Harden (7)                                          | Toyota Center 18.055                                      | 1–0                                                       |
| 2                                                         | 2 maggio                                                  | Utah Jazz                                                 | S 108–116                                                 | James Harden (32)                                         | Clint Capela (11)                                         | James Harden (11)                                         | Toyota Center 18.055                                      | 1–1                                                       |
| 3                                                         | 4 maggio                                                  | @ Utah Jazz                                               | V 113–92                                                  | Gordon, Harden (25)                                       | Clint Capela (8)                                          | James Harden (12)                                         | Vivint Smart Home Arena 18.306                            | 2–1                                                       |
| 4                                                         | 6 maggio                                                  | @ Utah Jazz                                               | V 119–100                                                 | James Harden (36)                                         | Clint Capela (17)                                         | Chris Paul (6)                                            | Vivint Smart Home Arena 18.306                            | 3–1                                                       |
| 5                                                         | 8 maggio                                                  | Utah Jazz                                                 | V 112–102                                                 | Chris Paul (41)                                           | Chris Paul (7)                                            | Chris Paul (10)                                           | Toyota Center 18.055                                      | 4–1                                                       |

#### Finali di conference

##### (1) Houston Rockets – (2) Golden State Warriors
| Playoffs 2018                                         | Playoffs 2018                                         | Playoffs 2018                                         | Playoffs 2018                                         | Playoffs 2018                                         | Playoffs 2018                                         | Playoffs 2018                                         | Playoffs 2018                                         | Playoffs 2018                                         |
| Finali di conference: 3–4 (Casa: 2–2; Trasferta: 1–2) | Finali di conference: 3–4 (Casa: 2–2; Trasferta: 1–2) | Finali di conference: 3–4 (Casa: 2–2; Trasferta: 1–2) | Finali di conference: 3–4 (Casa: 2–2; Trasferta: 1–2) | Finali di conference: 3–4 (Casa: 2–2; Trasferta: 1–2) | Finali di conference: 3–4 (Casa: 2–2; Trasferta: 1–2) | Finali di conference: 3–4 (Casa: 2–2; Trasferta: 1–2) | Finali di conference: 3–4 (Casa: 2–2; Trasferta: 1–2) | Finali di conference: 3–4 (Casa: 2–2; Trasferta: 1–2) |
| Partita                                               | Data                                                  | Avversario                                            | Punteggio                                             | Più punti                                             | Più rimbalzi                                          | Più assist                                            | Spettatori                                            | Serie                                                 |
| ----------------------------------------------------- | ----------------------------------------------------- | ----------------------------------------------------- | ----------------------------------------------------- | ----------------------------------------------------- | ----------------------------------------------------- | ----------------------------------------------------- | ----------------------------------------------------- | ----------------------------------------------------- |
| 1                                                     | 14 maggio                                             | G.S. Warriors                                         | S 106–119                                             | James Harden (41)                                     | Chris Paul (11)                                       | James Harden (7)                                      | Toyota Center 18.055                                  | 0–1                                                   |
| 2                                                     | 16 maggio                                             | G.S. Warriors                                         | V 127–105                                             | James Harden (27)                                     | Capela, Harden (10)                                   | Ariza, Paul (6)                                       | Toyota Center 18.119                                  | 1–1                                                   |
| 3                                                     | 20 maggio                                             | @ G.S. Warriors                                       | S 85–126                                              | James Harden (20)                                     | Chris Paul (10)                                       | James Harden (9)                                      | Oracle Arena 19.596                                   | 1–2                                                   |
| 4                                                     | 22 maggio                                             | @ G.S. Warriors                                       | V 95–92                                               | James Harden (30)                                     | P. J. Tucker (16)                                     | Harden, Paul (4)                                      | Oracle Arena 19.596                                   | 2–2                                                   |
| 5                                                     | 24 maggio                                             | G.S. Warriors                                         | V 98–94                                               | Eric Gordon (24)                                      | Clint Capela (14)                                     | Chris Paul (6)                                        | Toyota Center 18.055                                  | 3–2                                                   |
| 6                                                     | 26 maggio                                             | @ G.S. Warriors                                       | S 86–115                                              | James Harden (32)                                     | Clint Capela (16)                                     | James Harden (9)                                      | Oracle Arena 19.596                                   | 3–3                                                   |
| 7                                                     | 28 maggio                                             | G.S. Warriors                                         | S 92–101                                              | James Harden (32)                                     | P.J. Tucker (12)                                      | James Harden (6)                                      | Toyota Center 18.055                                  | 3–4                                                   |

## Mercato

### Free Agency

#### Prolungamenti contrattuali
| Giocatore     | Contratto                       |
| ------------- | ------------------------------- |
| Nenê          | 4 anni – 15 milioni di dollari  |
| James Harden  | 4 anni – 228 milioni di dollari |
| Troy Williams | 3 anni – 4,8 milioni di dollari |
| Bobby Brown   | 1 anno – 1,5 milioni di dollari |

#### Acquisti
| Giocatore         | Contratto                                     | Provenienza        |
| ----------------- | --------------------------------------------- | ------------------ |
| Zhou Qi           | 4 anni – 5,5 milioni di dollari               | Xinjiang F. Tigers |
| P. J. Tucker      | 4 anni – 32 milioni di dollari                | Toronto Raptors    |
| Luc Mbah a Moute  | 1 anno – 2,1 milioni di dollari               | L.A. Clippers      |
| Tarik Black       | 1 anno – 3,2 milioni di dollari               | L.A. Lakers        |
| Demetrius Jackson | Contratto Two-way                             | Boston Celtics     |
| Brianté Weber     | Contratto Two-way                             | Charlotte Hornets  |
| Isaiah Canaan     | 1 anno non garantito – 1,5 milioni di dollari | Oklahoma Thunder   |
| Gerald Green      | 1 anno non garantito                          | Milwaukee Bucks    |
| R.J. Hunter       | Contratto Two-way                             | R.G.V. Vipers      |
| Markel Brown      | Contratto Two-way                             | Oklahoma Blue      |
| Brandan Wright    | 1 anno                                        | Memphis Grizzlies  |
| Joe Johnson       | 1 anno                                        | Sacramento Kings   |
| Le'Bryan Nash     | Contratto di 10 giorni                        | Busan Sonicboom    |
| Tim Quarterman    | 2 anni non garantito                          | A.C. Clippers      |

#### Cessioni
| Giocatore         | Motivo     | Nuova squadra      |
| ----------------- | ---------- | ------------------ |
| Isaiah Taylor     | Rilasciato | Atlanta Hawks      |
| Isaiah Canaan     | Rilasciato | Phoenix Suns       |
| Demetrius Jackson | Rilasciato | Philadelphia 76ers |
| Brianté Weber     | Rilasciato | S. Falls Skyforce  |
| Troy Williams     | Rilasciato | N.Y. Knicks        |
| Le'Bryan Nash     | Free agent |                    |

### Scambi
| 22 giugno 2017 | Houston RocketsScelta 2º giro Draft 2018 Memphis Grizzlies | Memphis GrizzliesDraft right Dillon Brooks (scelta 45) |
| 28 giugno 2017 | Houston RocketsRyan Kelly                                  | Atlanta HawksCash considerations |
| 28 giugno 2017 | Houston RocketsDeAndre Liggins                             | Dallas MavericksCash considerations |
| 28 giugno 2017 | Houston RocketsDarrun Hilliard                             | Detroit PistonsCash considerations |
| 28 giugno 2017 | Houston RocketsShawn Long                                  | Philadelphia 76ersScelta 2º giro Draft 2018 Houston Rockets Cash considerations                                                                                                   |
| 28 giugno 2017 | Houston RocketsTim Quarterman                              | Portland T. BlazersCash considerations |
| 28 giugno 2017 | Houston RocketsChris Paul                                  | L.A. ClippersSam Dekker Patrick Beverley Lou Williams DeAndre Liggins Darrun Hilliard Kyle Wiltjer Montrezl Harrell Scelta 1º giro Draft 2018 Houston Rockets Cash considerations |
| 29 giugno 2017 | Houston RocketsJarrod Uthoff                               | Dallas MavericksCash considerations |

## Premi individuali
| Assegnato a   | Premio                                                    | Data premio      | Ref.   |
| ------------- | --------------------------------------------------------- | ---------------- | ------ |
| James Harden  | Giocatore della settimana Western Conference              | 23 ottobre 2017  | [ 14 ] |
| James Harden  | Giocatore della settimana Western Conference              | 6 novembre 2017  | [ 15 ] |
| James Harden  | Giocatore del mese Western Conference (Novembre)          | 1 dicembre 2017  | [ 16 ] |
| Mike D'Antoni | Allenatore del mese Eastern Conference (Ottobre/Novembre) | 1 dicembre 2017  | [ 17 ] |
| James Harden  | Giocatore della settimana Western Conference              | 4 dicembre 2017  | [ 18 ] |
| Chris Paul    | Giocatore della settimana Western Conference              | 18 dicembre 2017 | [ 19 ] |
| James Harden  | Giocatore della settimana Western Conference              | 5 febbraio 2018  | [ 20 ] |
| James Harden  | Giocatore della settimana Western Conference              | 13 febbraio 2018 | [ 21 ] |
| Mike D'Antoni | Allenatore del mese Eastern Conference (Febbraio)         | 1 marzo 2018     | [ 22 ] |